# Valkticka
Valkticka (Phellinus laevigatus) är en svampart som först beskrevs av Elias Fries, och fick sitt nu gällande namn av Bourdot & Galzin 1928. Valkticka ingår i släktet Phellinus och familjen Hymenochaetaceae.  Arten är reproducerande i Sverige. Inga underarter finns listade i Catalogue of Life.